# Tour dei British and Irish Lions 1997
Il tour dei British and Irish Lions 1997 fu il 26º tour ufficiale della formazione interbritannica di rugby a 15 dei British and Irish Lions; si tenne per la 12ª volta in Sudafrica, dal 24 maggio al 5 luglio 1997, e consisté in una serie di 13 incontri, di cui tre test match contro gli Springbok.
Si trattava del primo tour dei Lions nell'era professionistica del rugby a 15 e ne costituì la prima uscita ufficiale in Sudafrica dal 1980, grazie alla fine dell’apartheid in tale Paese e alla rimozione del bando internazionale cui era sottoposto per tale motivo.
I tre test match contro gli Springbok campioni del mondo in carica si tennero, nell'ordine, a Città del Capo, Durban e Johannesburg negli ultimi tre sabati della spedizione.
Gli altri dieci incontri si tennero contro il Sudafrica A (gli Emerging Springboks) e nove province che disputano la Currie Cup (nell'ordine Eastern Province, Border Bulldogs, Western Province, Mpumalanga, Northern Transvaal, Golden Lions, Natal, Orange Free State e Norhern Free State).
Allenatore capo della squadra dei British Lions fu lo scozzese Ian McGeechan, assistito dal suo connazionale Jim Telfer.
Capitano fu l'inglese Martin Johnson.
La serie dei tre test match fu vinta per 2-1 dai British Lions, che chiusero subito il discorso-vittoria nei primi due incontri e persero il terzo dai sudafricani; per 16 anni fu l'ultima conquista di una serie da parte dei Lions, che si riaffermarono soltanto nel 2013 in Australia.
Gli incontri infrasettimanali senza valore di test match si risolsero in nove vittorie e una sconfitta (contro il Northern Transvaal a Pretoria).

## La preparazione

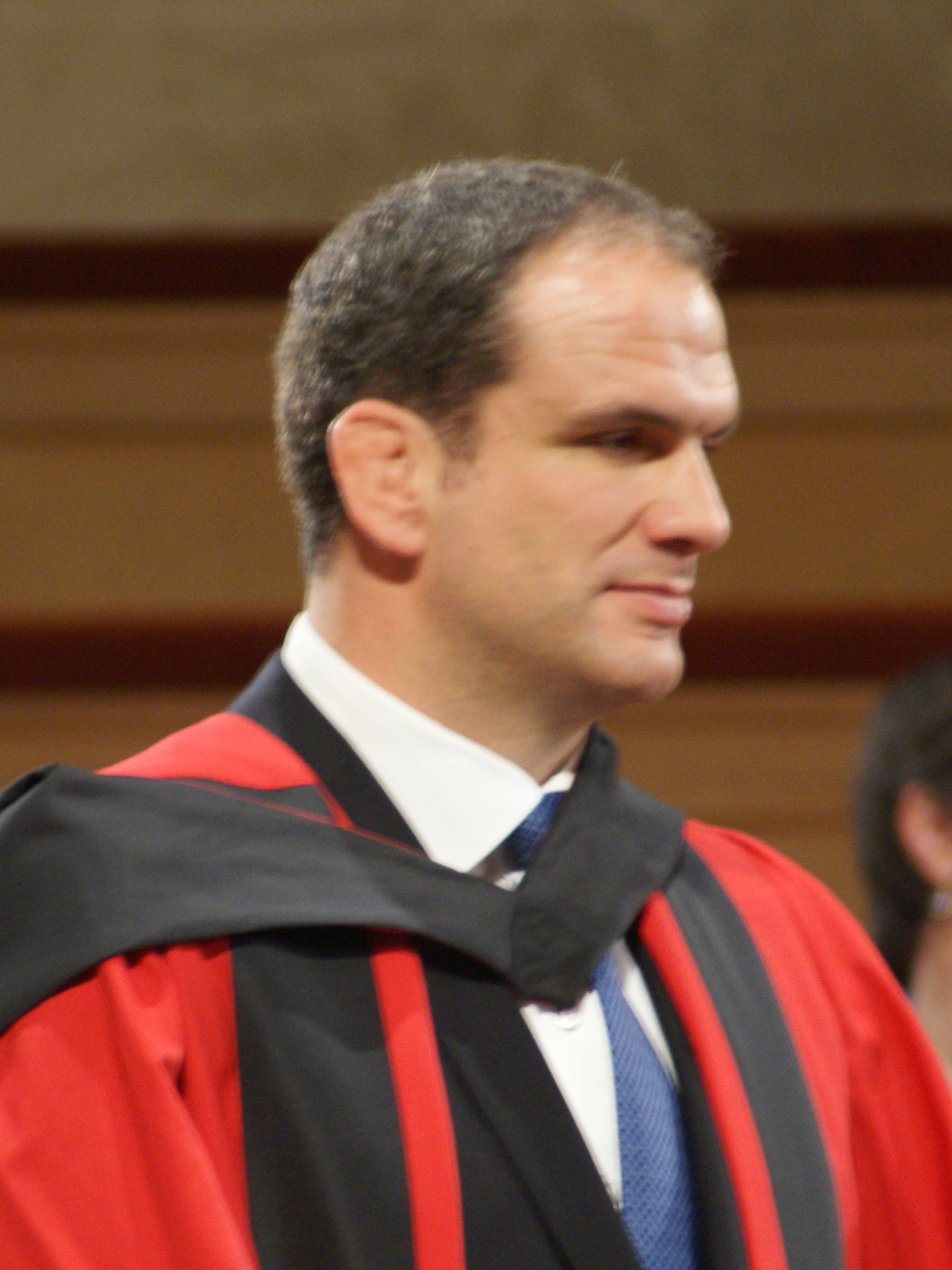
L’inglese Martin Johnson, qui nel 2010, capitano del tour

Il tour, organizzato dopo la fine dell’apartheid in Sudafrica e sulla scia della vittoria degli Springbok nella Coppa del Mondo di rugby 1995, fu il primo in tale Paese da 17 anni a quella parte; forti erano gli interrogativi sul destino della formazione dopo il tour sulla scorta del montante professionismo, all'epoca vigente da meno di due anni nel rugby a 15.
In Inghilterra, inoltre, vi erano forti contrasti tra i club e la Federazione per via della gestione dei giocatori da prestare alle Nazionali; la stessa Federazione inglese era entrata, nella stagione precedente, in rotta con le altre tre union delle Isole Britanniche e la Francia per una questione economica di diritti televisivi del Cinque Nazioni, che l'Inghilterra aveva ceduto alla piattaforma satellitare Sky laddove le altre Federazioni avevano continuato a negoziarli con le emittenti terrestri in chiaro al fine di non frenare la diffusione della disciplina tra il pubblico; la decisione inglese aveva indotto le altre quattro Federazioni a escluderla dal Torneo, salvo poi riammetterla quando un labile accordo tra le sei Federazioni era stato raggiunto sulla suddivisione della quota spettante all'Inghilterra.
Fu in tale clima che il selezionatore dei Lions, lo scozzese Ian McGeechan, coadiuvato dal suo vice e connazionale Jim Telfer, diramarono le convocazioni per il tour in Sudafrica; manager del tour era l'ex nazionale inglese Fran Cotton.
McGeechan era alla guida del suo terzo tour, traguardo mai raggiunto in precedenza da qualsivoglia altro allenatore, e aveva partecipato anche a due spedizioni, nel 1974 e nel 1977, come giocatore.
La lista iniziale, di 35 giocatori (19 avanti e 16 tre quarti), fu la più nutrita fino ad allora mai selezionata per le spedizioni della selezione interbritannica; nella sua composizione iniziale prevedeva 18 inglesi, 8 gallesi, 5 scozzesi e 4 irlandesi.
Nel corso del tour la lista si allungò a 40 nomi per via dei rimpiazzi causa infortunio; i cinque elementi aggiunti furono gli inglesi Kyran Bracken, Mike Catt, Tony Diprose e Nigel Redman e lo scozzese Tony Stanger.
A essere designato capitano fu l'inglese Martin Johnson, seconda linea già presente al tour di quattro anni prima in Nuova Zelanda.

## Iltour
Il primo incontro della serie si tenne il 24 maggio 1997 al Boet Erasmus di Port Elizabeth, stadio che 23 anni prima, durante il tour del 1974, era stato teatro di una partita durissima e piena di scontri fisici tra i Lions e gli Springbok, passata alla storia come Battaglia del Boet Erasmus e vinta 26-9 dalla formazione interbritannica; più recentemente, inoltre, nel corso della Coppa del Mondo di rugby 1995, l'incontro tra Sudafrica e Canada era sfociato in una violenta rissa nata dalla volontà dei nordamericani di non farsi sopraffare fisicamente dai padroni di casa; a seguito di tale evento tre giocatori, due canadesi e il sudafricano John Dalton, erano stati squalificati per un mese dopo essere stati espulsi dall'arbitro.
L'avversario a Port Elizabeth fu l'Eastern Province, che nel primo tempo resse bene l'impatto contro i britannico-irlandesi chiudendo il primo tempo in svantaggio per 6-10 (per i Lions una meta di Guscott trasformata da Jenkins, autore di ulteriori tre punti su calcio piazzato) e addirittura, dopo soli 9' nel secondo tempo, passando in vantaggio con una meta di Deon Kayser che portò momentaneamente la sua squadra sull'11-10; solo a 17' dalla fine lo scozzese Doddie Weir riportò i Lions in vantaggio e prima della fine Underwood, ancora Guscott e Greenwood assicurarono la vittoria per 39-11 agli ospiti, la cui prestazione fu tuttavia giudicata non convincente dalla stampa e non sufficiente per preoccupare gli Springbok quando fosse giunto il momento di affrontare i test match .

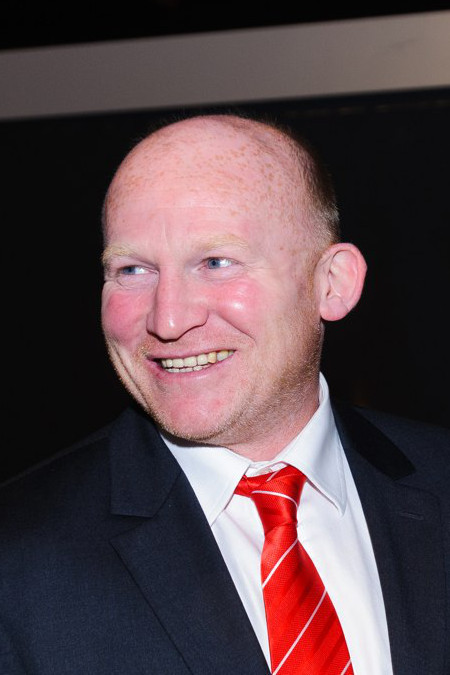
Il gallese Neil Jenkins, qui nel 2012, miglior marcatore di punti nei test match del tour

Stessi dubbi furono espressi dalla stampa anche per il secondo incontro, quattro giorni più tardi, disputatosi a East London contro i Border Bulldogs sotto una pioggia battente: a fronte di un Paul Grayson che sbagliò cinque piazzati su cinque vi fu una formazione sudafricana che concesse poco e in vantaggio per 14-10 cedette solo a pochi minuti dalla fine con una meta di Wainwright poi consolidata da un piazzato di Stimpson; contemporaneamente la squadra subì il primo dei suoi infortuni, quello del gallese Scott Gibbs, uscito per sospetta rottura dei legamenti della caviglia.
Il 31 maggio successivo a Città del Capo l'incontro con il Western Province fu un banco di prova ancor più severo: i Lions furono risospinti indietro in almeno sei mischie a favore, circostanza che fece dichiarare al capitano Martin Johnson che, data la natura più dura del gioco in Sudafrica, era ancor più necessario giocare con spirito di sacrificio e di squadra, anche se alla fine, grazie alla tenuta fisica e a un finale di gara dominato, gli interbritannici si imposero 38-21: eroi di giornata Tim Stimpson (4 piazzati e 2 trasformazioni, 18 punti) e John Bentley (2 mete, 10 punti).

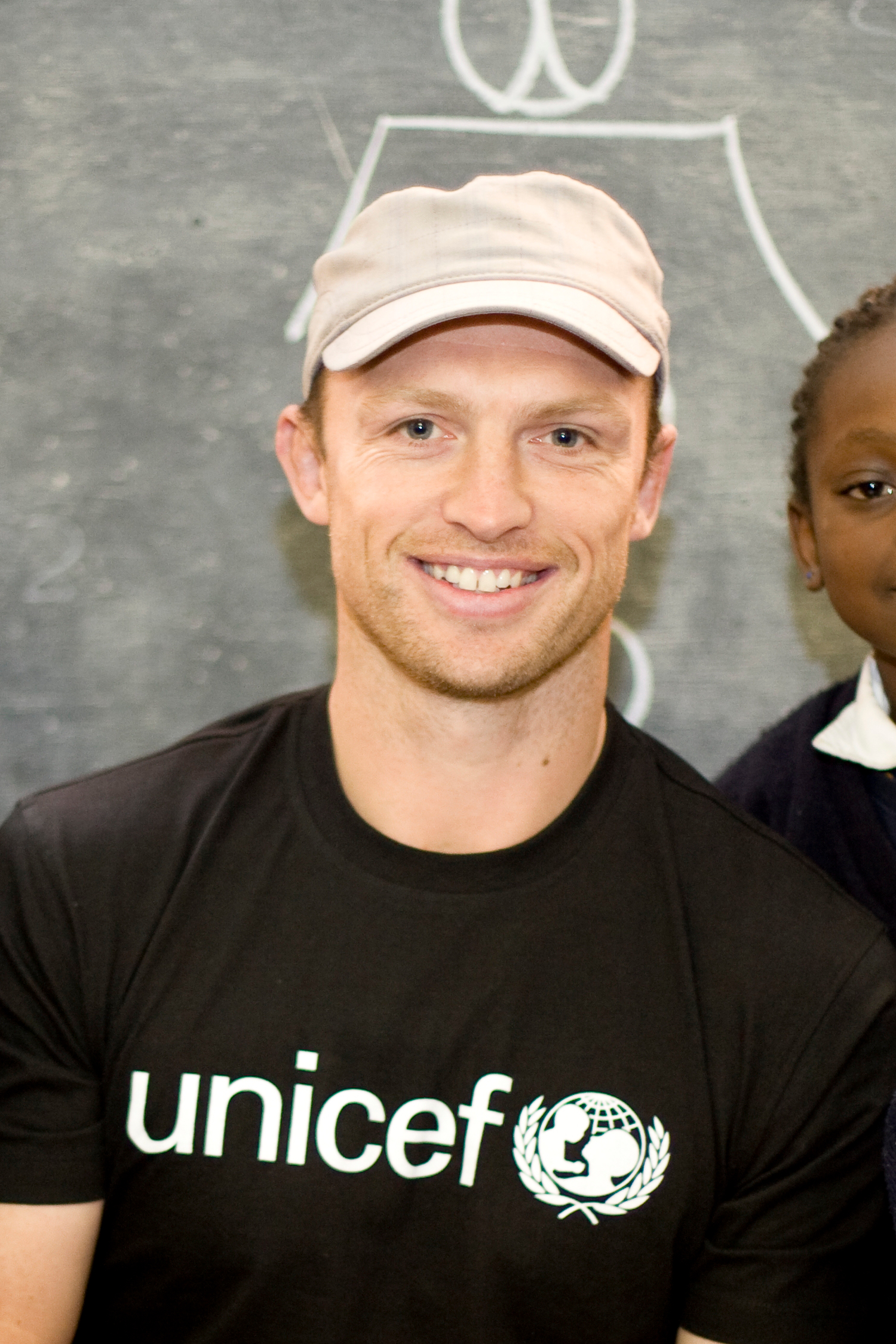
L'inglese Matt Dawson, qui nel 2009, miglior realizzatore di mete nei test match del tour

Nel frattempo McGeechan dovette anche far fronte alla lista degli infortuni che iniziava a far mancare uomini nelle posizioni-chiave: all'apertura Paul Grayson si portava ancora dietro problemi fisici che lo stavano rendendo indisponibile e il tecnico richiamò Mike Catt, in quei giorni impegnato in Argentina nel tour della nazionale inglese.
Il 4 giugno successivo, a Witbank, i Lions affrontarono la selezione provinciale di Mpumalanga, riportando una larga vittoria per 64-14, frutto di 10 mete di cui 7 trasformate: in tale punteggio spiccò la prestazione del terza ala scozzese Rob Wainwright che, fatto insolito per un avanti, mise a segno tre mete e fu il miglior marcatore dell'incontro con 15 punti; tuttavia McGeechan perse lo scozzese Weir, il che rese necessario il richiamo di un altro inglese dal tour in Argentina, Nigel Redman, all'epoca trentaduenne e giunto al termine della carriera.
Ben più impegnativo l'incontro di Pretoria tre giorni più tardi, in cui la squadra andò incontro alla sua prima sconfitta, un 30-35 a opera del Northern Transvaal, che nell'occasione significò la prima sconfitta contro una provincia sudafricana dopo 29 anni (Transvaal a Johannesburg nel tour del 1968); alla base della sconfitta la superiorità in mischia della formazione di Pretoria, che impose la sua supremazia e fece guadagnare alla squadra numerosi possessi che si tradussero in quattro mete (contro tre degli ospiti).
Ad appesantire la sconfitta giunse pure la squalifica di un turno, la prima mai subìta da un giocatore dei British Lions, di Scott Gibbs, appena rientrato dall'infortunio e colpevole di avere colpito la sua controparte Grant Esterhuizen con un pugno durante un placcaggio.
L'11 giugno a Johannesburg fu il turno dei Golden Lions, formazione un tempo nota come Transvaal, che ingaggiò un incontro molto fisico e dispendioso, del quale tuttavia i Leoni britannici vennero a capo grazie a John Bentley e Austin Healey, che misero a segno una meta ciascuno; il punteggio finale, 20-14 per gli ospiti, parla di una vittoria di misura ma nel complesso giudicata legittima.
Al termine dell'incontro si aggregò alla squadra l'inglese Tony Diprose, chiamato come rimpiazzo di Scott Quinnell, infortunatosi a Pretoria.

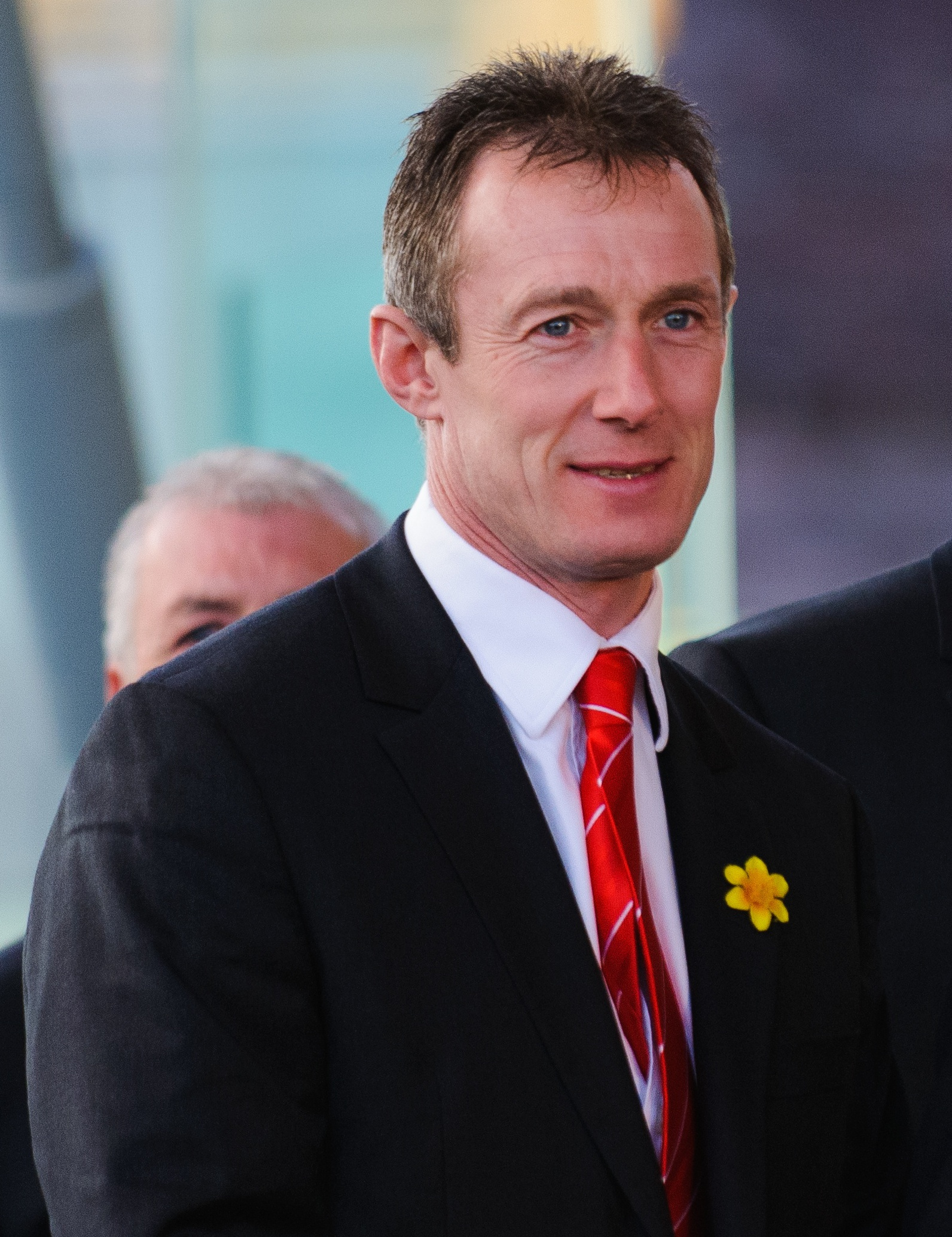
Il gallese Rob Howley, qui nel 2012, costretto all'abbandono del tour per una slogatura alla spalla

La partita di Durban contro i Natal Sharks era, sulla carta, tra le più difficili di quelle riguardanti gli impegni con le selezioni provinciali, dal momento che i Lions si apprestavano ad affrontare la squadra campione uscente della Currie Cup 1996, ma un atteggiamento aggressivo fin dall'inizio unito alla precisione al piede di Neil Jenkins e alla dominazione in mischia, ben guidata da Rob Howley, permise agli ospiti di mettere al sicuro il risultato anzitempo e chiudere l'incontro con 30 punti di scarto, 42-12.
L'unica nota stonata dell'incontro fu il serio infortunio occorso allo stesso Howley, costretto a lasciare il tour e a rientrare in Galles a causa di una slogatura alla spalla: si rese quindi necessario l'ennesimo prelievo dalla spedizione inglese in Sudamerica, quello di Kyran Bracken.
Quattro giorni prima del primo test match della serie, allo stadio dei Boland Cavaliers di Wellington andò in scena l'anteprima contro la selezione nazionale A, gli Emerging Springboks, rinforzati da Marius Goosen, Deon Kayser, Dale Santon e soprattutto Percy Montgomery, tutti o quasi elementi già affermati o in odore di Nazionale maggiore: i Lions riportarono una netta e brillante vittoria per 51-22, con sei mete marcate contro tre e Nick Beal autore di tre marcature.
Dopo 4 settimane di incontri provinciali giunse infine il giorno del primo test match, in programma al Newlands Stadium di Città del Capo: i campioni del mondo parvero prendere facilmente il comando delle operazioni, andando prima a segno al piede con Edrich Lubbe, poi, dopo il temporaneo pareggio del solito Jenkins, a meta con du Randt e Bennett, mentre di nuovo Jenkins tentava di tenere il punteggio entro limiti ragionevoli: il primo tempo si chiuse 13-9 per i sudafricani, parzialmente ripresi ancora da Jenkins che riportò gli ospiti sotto di uno, ma gli Springbok allungarono a 16 con Henry Honiball dopo 10 minuti dall'inizio della ripresa, anche se quelli si rivelarono essere poi gli ultimi punti della formazione di casa: ancora Jenkins ridusse le distanze 16-15 poi, a 7 minuti dalla fine, Matt Dawson mise a segno la meta del sorpasso dei Leoni e, quasi allo scadere, lo scozzese Alan Tait mise la parola fine all'incontro marcando la meta del definitivo 25-16.
Nell'attesa del secondo test match di Durban i Lions furono a Bloemfontein per affrontare la provincia del Free State, incontro in cui il rimpiazzo Nigel Redman fu nominato capitano: la partita vide da un lato il nazionale sudafricano Jannie de Beer realizzare 20 punti (una meta, tre trasformazioni e tre calci), ma dall'altro Stimpson realizzare una meta, quattro trasformazioni e tre piazzati nel quadro di una prestazione globale che portò i Lions a vincere 50-20 una partita ben giocata da ambo le parti, che spinse il team manager Fran Cotton ad affermare che la sua squadra aveva giocato una delle sue migliori partite di sempre.
Il 28 giugno a Durban i Leoni si assicurarono in anticipo la vittoria nella serie, battendo gli Springbok al termine di una partita frutto di due strategie di gioco diametralmente opposte: alla mano quella sudafricana, capace di portare a meta, nell'ordine, Joost van der Westhuizen, Percy Montgomery e André Joubert; al piede quella britannico-irlandese, forte della precisione di Neil Jenkins e di un drop quasi allo scadere di Jeremy Guscott che spareggiò l'incontro: i padroni di casa, infatti, forti delle tre realizzazioni (non trasformate), si erano portati fino al 15-9, punteggio che li premiava fino a 14' dalla fine, quando un fallo di André Venter fu punito con un calcio piazzato che Jenkins trasformò; ancora Venter causò la punizione che portò il gallese a pareggiare i conti a 7' dalla fine, e al 77' Guscott, ben protetto dalla sua prima linea, calciò in mezzo ai pali per il definitivo 18-15 a favore dei Lions.
A Welkom, il 1º luglio, si tenne l'ultimo degli incontri infrasettimanali, contro la provincia del Northern Free State: nonostante la vittoria larga per 67-39, la coppia McGeechan-Telfer si dichiarò «insoddisfatta» per la prestazione complessiva: a fronte delle dieci mete realizzate, infatti, i Lions ne concessero cinque agli avversari e incassarono 39 punti, che nessuno nel tour aveva loro inflitto fino a quel momento, neppure in un test match (la barriera fu infranta 8 anni più tardi in Nuova Zelanda, quando i Leoni persero 18-48 dagli All Blacks).
L'ultimo test match, a Johannesburg, fu disputato da una selezione interbritannica visibilmente affaticata o, comunque, senza più la tensione agonistica che l'aveva portata a giocare con maggior determinazione e aggressività e a vincere i primi due incontri della serie; tuttavia, a dispetto del risultato, il più largo della serie (sconfitta 16-35), fino a circa sei minuti dalla fine il punteggio vedeva gli Springbok in vantaggio per 23-16 e i Lions mancare una grossa occasione per andare a meta e possibilmente raggiungere il pareggio; al 75' André Snyman portava i sudafricani a 28 e proprio allo scadere Joost van der Westhuizen marcava la meta che, trasformata, fissava il risultato finale a 35-16, che non modificava l'esito della serie ma salvava parzialmente l'orgoglio dei padroni di casa.

## Reazioni
Il tour, come detto, fu il primo dell'era professionistica del rugby a 15, disciplina che aveva aperto le porte alla remunerazione dei giocatori solo nell'agosto 1995, ponendo fine a quel fenomeno chiamato dai francesi amateurisme marron (ovvero pagamenti clandestini o sotto mentite spoglie di prestazioni sportive in regime di dilettantismo obbligato), anche se la quasi totalità dei giocatori provenivano da carriere in gran parte dilettantistiche; l'interrogativo più frequente nel mondo sportivo britannico era, quindi, quale ruolo potesse avere, nell'epoca professionistica, una formazione costituita appositamente per un tour ogni quattro anni (per completezza d'informazione va ricordato che tale interrogativo si sarebbe riproposto ciclicamente, persino in occasione del tour, vincente, in Australia del 2013).
La prima impressione a caldo, in seguito confermata dalla circostanza che i Lions continuarono la loro attività, fu che le quattro union delle Isole Britanniche riuscirono a gestire bene il passaggio al professionismo, e che le voci che volevano che i Lions fossero «una specie a rischio d'estinzione» fossero state smentite.
Sulla scia del successo in terra sudafricana, l'allenatore McGeechan suggerì che i Lions non dovessero limitare la loro attività solo ai tour quadriennali, ma anche a incontri disputati sul proprio terreno in occasione delle visite di fine anno in Europa delle Nazionali dell'Emisfero Sud, anche se il presidente del comitato esecutivo della squadra, Ray Williams, fu più freddo al riguardo, e sottolineò che non è nella natura dei Lions disputare una gara una tantum come i Barbarians, con tutti i rischi che esso comporta, e che siccome i Lions disputano test match e vari incontri di alto livello, essi necessitano di preparazione e tempo di aggregazione, garantito solo in ottica di un tour .
Più in generale McGeechan si dichiarò fiducioso delle positive ricadute del tour sull'innalzamento della qualità del rugby britannico, aggiungendo che sarebbe stato «un colpevole spreco» non mettere a frutto l'esperienza maturata dai quaranta elementi che scesero in campo in Sudafrica; il suo vice Jim Telfer al riguardo sottolineò la responsabilità degli allenatori nel mantenere alti tali standard raggiunti, perché convinto che i giocatori tendano fisiologicamente a risparmiarsi quando non vi è necessità di impiegare sforzi superflui per vincere.
Gran parte dei 22 inglesi impiegati nel tour costituirono l'ossatura della Nazionale di Clive Woodward e 11 di essi (Back, Bracken, Catt, Dallaglio, Greenwood, Hill, Johnson, Leonard, Regan e Shaw) fecero parte della squadra che vinse la Coppa del Mondo di rugby 2003 in Australia.
Ai backstage della spedizione in Sudafrica è dedicato un documentario, pubblicato a fine 1997 e successivamente riedito su DVD, dal titolo Living with Lions , cui si aggiunse un seguito che narrò delle ultime due partite, Living With The Lions 2 — The Final Week.

## La squadra

### Giocatori
| Avanti             | Avanti             | Avanti       |
| Giocatore          | Ruolo              | Squadra      |
| ------------------ | ------------------ | ------------ |
| Neil Back          | Terza linea ala    | Leicester    |
| Lawrence Dallaglio | Terza linea        | Wasps        |
| Jeremy Davidson    | Seconda linea      | London Irish |
| Tony Diprose       | Terza linea centro | Saracens     |
| Richard A. Hill    | Terza linea centro | Saracens     |
| Martin Johnson     | Seconda linea      | Leicester    |
| Jason Leonard      | Pilone             | Harlequins   |
| Eric Miller        | Terza linea        | Leicester    |
| Scott Quinnell     | Terza linea        | Richmond     |
| Nigel Redman       | Seconda linea      | Bath         |
| Mark Regan         | Tallonatore        | Bristol      |
| Tim Rodber         | Terza linea centro | Northampton  |
| Graham Rowntree    | Pilone             | Leicester    |
| Simon Shaw         | Seconda linea      | Bristol      |
| Tom Smith          | Pilone             | Watsonians   |
| Rob Wainwright     | Terza linea        | Watsonians   |
| Paul Wallace       | Pilone             | Munster      |
| Doddie Weir        | Seconda linea      | Newcastle    |
| Barry Williams     | Tallonatore        | Neath        |
| Keith Wood         | Tallonatore        | Harlequins   |
| Dai Young          | Pilone             | Cardiff RFC  |

| Tre quarti      | Tre quarti         | Tre quarti  |
| Giocatore       | Ruolo              | Squadra     |
| --------------- | ------------------ | ----------- |
| Allan Bateman   | Tre quarti centro  | Richmond    |
| Nick Beal       | Tre quarti ala     | Northampton |
| John Bentley    | Tre quarti ala     | Newcastle   |
| Kyran Bracken   | Mediano di mischia | Saracens    |
| Mike Catt       | Mediano d'apertura | Bath        |
| Matt Dawson     | Mediano di mischia | Northampton |
| Ieuan Evans     | Tre quarti ala     | Llanelli    |
| Scott Gibbs     | Tre quarti centro  | Swansea     |
| Paul Grayson    | Mediano d'apertura | Northampton |
| Will Greenwood  | Tre quarti centro  | Leicester   |
| Jeremy Guscott  | Tre quarti centro  | Bath        |
| Austin Healey   | Mediano di mischia | Leicester   |
| Rob Howley      | Mediano di mischia | Cardiff RFC |
| Neil Jenkins    | Estremo            | Pontypridd  |
| Tony Stanger    | Tre quarti ala     | Borders     |
| Tim Stimpson    | Estremo            | Newcastle   |
| Alan Tait       | Tre quarti centro  | Newcastle   |
| Gregor Townsend | Mediano d'apertura | Northampton |
| Tony Underwood  | Tre quarti ala     | Newcastle   |

### Staff tecnico-manageriale
- Fran Cotton: tour manager
- Ian McGeechan: Commissario tecnico
- Jim Telfer: Allenatore in seconda

## Risultati

### Itest match
| Arbitro: | Colin Hawke |

|                          |      |                                |
| 23’ du Randt 44’ Bennett | mt   | 73’ Dawson 79’ Tait            |
| 3’ Lubbe 50’ Honiball    | c.p. | 6’, 33’, 35’, 43’, 62’ Jenkins |

| Arbitro: | Dider Mené |

|                                                   |      |                                 |
| 35’ v.d. Westhuizen 41’ Montgomery 54’ A. Joubert | mt   |                                 |
|                                                   | c.p. | 16’, 31’, 48’, 66’, 72’ Jenkins |
|                                                   | drop | 77’ Guscott                     |

| Arbitro: | Wayne Erickson |

|                                                              |      |                       |
| 16’ Montgomery 48’ v.d. Westhuizen 75’ Snyman 80’ P. Rossouw | mt   | 66’ Dawson            |
| 16’, 48’ de Beer 80’ Honiball                                | tr   | 66’ Jenkins           |
| 5’, 10’, 62’ de Beer                                         | c.p. | 20’, 26’, 39’ Jenkins |

### Gli altri incontri
| Arbitro: | Andy Turner |

|                 |      |                                            |
| Keyser          | mt   | Guscott (2) Weir T. Underwood W. Greenwood |
|                 | tr   | Jenkins (4)                                |
| v. Rensburg (2) | c.p. | Jenkins (2)                                |

| Arbitro: | André Burger |

|            |      |                          |
| Claassen   | mt   | Bentley Regan Wainwright |
| Miller (3) | c.p. | Stimpson                 |

| Arbitro: | Arrie Schoonwinkel |

|                 |      |                        |
| Muir (2), Brink | mt   | Bentley (2) Tait Evans |
| Montgomery (3)  | tr   | Stimpson (3)           |
|                 | c.p. | Stimpson (4)           |

| Arbitro: | Carel Spannemberg |

|                |    |                                                            |
| P. Joubert (2) | mt | Wainwright (3) Underwood (2) Evans (2) Dawson Jenkins Beal |
| v. As (2)      | tr | Jenkins (7)                                                |

| Arbitro: | André Watson |

|                                      |      |                      |
| D. v. Schalkwyk (2) C. Steyn Richter | mt   | Guscott (2) Townsend |
| C. Steyn (3)                         | tr   | Stimpson (3)         |
| Richter (3)                          | c.p. | Stimpson (3)         |

| Arbitro: | Tappe Henning |

|             |      |                |
| Vos         | mt   | Healey Bentley |
|             | tr   | Jenkins (2)    |
| du Toit (3) | c.p. | Jenkins Catt   |

| Arbitro: | Johann Meuwesen |

|             |      |                         |
|             | mt   | Townsend Catt Dallaglio |
|             | tr   | Jenkins (3)             |
| Lawless (4) | c.p. | Jenkins (6)             |
|             | drop | Townsend                |

| Arbitro: | Ian Rogers |

|                       |      |                                 |
| Brosnihan Goosen Treu | mt   | Beal (3) Rowntree Stimpson Catt |
| M. Smith Montgomery   | tr   | Stimpson (6)                    |
| M. Smith              | c.p. | Stimpson (3)                    |

| Arbitro: | Jonathan Kaplan |

|                    |      |                                                   |
| Brink (2), de Beer | mt   | Bentley (3), Stimpson, Bateman Jenkins, Underwood |
| de Beer (3)        | tr   | Stimpson (4)                                      |
| de Beer (3)        | c.p. | Stimpson (3)                                      |

| Arbitro: | Dan de Villiers |

|                                                |      |                                                            |
| tecnica, Ehrentraut, v. Buuren Wagner, Herbert | mt   | Underwood (3), Shaw (2), Stimpson (2) Back, Regan, Bracken |
| Herbert (4)                                    | tr   | Stimpson (7)                                               |
| Herbert (2)                                    | c.p. | Stimpson                                                   |

## Statistiche

### Utilizzo dei giocatori
| Giocatore | Test match | Test match | Test match | Test match | Test match | Test match | Totali | Totali | Totali | Totali | Totali | Totali | Panca delle penalità | Espulsioni |
| Giocatore | G          | Mt         | Tr         | CP         | DG         | Pt         | G      | Mt     | Tr     | CP     | DG     | Pt     | Panca delle penalità | Espulsioni |
| --- | ---------- | ---------- | ---------- | ---------- | ---------- | ---------- | ------ | ------ | ------ | ------ | ------ | ------ | -------------------- | ---------- |
| Lawrence Dallaglio | 3          | 0          | 0          | 0          | 0          | 0          | 7      | 1      | 0      | 0      | 0      | 5      | 0                    | 0          |
| Jeremy Davidson | 3          | 0          | 0          | 0          | 0          | 0          | 8      | 0      | 0      | 0      | 0      | 0      | 0                    | 0          |
| Matt Dawson | 3          | 2          | 0          | 0          | 0          | 10         | 6      | 3      | 0      | 0      | 0      | 15     | 0                    | 0          |
| Scott Gibbs | 3          | 0          | 0          | 0          | 0          | 0          | 6      | 0      | 0      | 0      | 0      | 0      | 0                    | 0          |
| Jeremy Guscott | 3          | 0          | 0          | 0          | 1          | 3          | 7      | 2      | 0      | 0      | 1      | 13     | 0                    | 0          |
| Neil Jenkins | 3          | 0          | 1          | 13         | 0          | 41         | 8      | 2      | 17     | 22     | 0      | 110    | 0                    | 0          |
| Martin Johnson | 3          | 0          | 0          | 0          | 0          | 0          | 6      | 0      | 0      | 0      | 0      | 0      | 0                    | 0          |
| Tom Smith | 3          | 0          | 0          | 0          | 0          | 0          | 7      | 0      | 0      | 0      | 0      | 0      | 0                    | 0          |
| Paul Wallace | 3          | 0          | 0          | 0          | 0          | 0          | 6      | 0      | 0      | 0      | 0      | 0      | 0                    | 0          |
| Neil Back | 2          | 0          | 0          | 0          | 0          | 0          | 8      | 1      | 0      | 0      | 0      | 5      | 0                    | 0          |
| John Bentley | 2          | 0          | 0          | 0          | 0          | 0          | 8      | 7      | 0      | 0      | 0      | 35     | 0                    | 0          |
| Austin Healey | 2          | 0          | 0          | 0          | 0          | 0          | 7      | 1      | 0      | 0      | 0      | 5      | 0                    | 0          |
| Richard A. Hill | 2          | 0          | 0          | 0          | 0          | 0          | 5      | 0      | 0      | 0      | 0      | 0      | 0                    | 0          |
| Tim Rodber | 2          | 0          | 0          | 0          | 0          | 0          | 5      | 0      | 0      | 0      | 0      | 0      | 0                    | 0          |
| Alan Tait | 2          | 1          | 0          | 0          | 0          | 5          | 6      | 2      | 0      | 0      | 0      | 10     | 0                    | 0          |
| Gregor Townsend | 2          | 0          | 0          | 0          | 0          | 0          | 6      | 1      | 0      | 0      | 1      | 8      | 0                    | 0          |
| Keith Wood | 2          | 0          | 0          | 0          | 0          | 0          | 5      | 0      | 0      | 0      | 0      | 0      | 0                    | 0          |
| Allan Bateman | 1          | 0          | 0          | 0          | 0          | 0          | 7      | 1      | 0      | 0      | 0      | 5      | 0                    | 0          |
| Ieuan Evans | 1          | 0          | 0          | 0          | 0          | 0          | 5      | 3      | 0      | 0      | 0      | 15     | 0                    | 0          |
| Will Greenwood | 1          | 0          | 0          | 0          | 0          | 0          | 6      | 0      | 0      | 0      | 0      | 0      | 0                    | 0          |
| Jason Leonard | 1          | 0          | 0          | 0          | 0          | 0          | 8      | 0      | 0      | 0      | 0      | 0      | 0                    | 0          |
| Eric Miller | 1          | 0          | 0          | 0          | 0          | 0          | 4      | 0      | 0      | 0      | 0      | 0      | 0                    | 0          |
| Mark Regan | 1          | 0          | 0          | 0          | 0          | 0          | 6      | 2      | 0      | 0      | 0      | 10     | 0                    | 0          |
| Simon Shaw | 1          | 0          | 0          | 0          | 0          | 0          | 7      | 2      | 0      | 0      | 0      | 10     | 0                    | 0          |
| Tim Stimpson | 1          | 0          | 0          | 0          | 0          | 0          | 7      | 4      | 23     | 15     | 0      | 111    | 0                    | 0          |
| Tony Underwood | 1          | 0          | 0          | 0          | 0          | 0          | 8      | 7      | 0      | 0      | 0      | 35     | 0                    | 0          |
| Rob Wainwright | 1          | 0          | 0          | 0          | 0          | 0          | 7      | 4      | 0      | 0      | 0      | 20     | 0                    | 0          |
| Nick Beal | 0          | 0          | 0          | 0          | 0          | 0          | 5      | 4      | 0      | 0      | 0      | 20     | 0                    | 0          |
| Kyran Bracken | 0          | 0          | 0          | 0          | 0          | 0          | 1      | 1      | 0      | 0      | 0      | 5      | 0                    | 0          |
| Mike Catt | 0          | 0          | 0          | 0          | 0          | 0          | 6      | 2      | 0      | 0      | 0      | 10     | 0                    | 0          |
| Tony Diprose | 0          | 0          | 0          | 0          | 0          | 0          | 2      | 0      | 0      | 0      | 0      | 0      | 0                    | 0          |
| Paul Grayson | 0          | 0          | 0          | 0          | 0          | 0          | 1      | 0      | 0      | 0      | 0      | 0      | 0                    | 0          |
| Rob Howley | 0          | 0          | 0          | 0          | 0          | 0          | 4      | 0      | 0      | 0      | 0      | 0      | 0                    | 0          |
| Scott Quinnell | 0          | 0          | 0          | 0          | 0          | 0          | 3      | 0      | 0      | 0      | 0      | 0      | 0                    | 0          |
| Nigel Redman | 0          | 0          | 0          | 0          | 0          | 0          | 4      | 0      | 0      | 0      | 0      | 0      | 0                    | 0          |
| Graham Rowntree | 0          | 0          | 0          | 0          | 0          | 0          | 6      | 1      | 0      | 0      | 0      | 5      | 0                    | 0          |
| Tony Stanger | 0          | 0          | 0          | 0          | 0          | 0          | 1      | 0      | 0      | 0      | 0      | 0      | 0                    | 0          |
| Doddie Weir | 0          | 0          | 0          | 0          | 0          | 0          | 3      | 1      | 0      | 0      | 0      | 5      | 0                    | 0          |
| Barry Williams | 0          | 0          | 0          | 0          | 0          | 0          | 4      | 0      | 0      | 0      | 0      | 0      | 0                    | 0          |
| Dai Young | 0          | 0          | 0          | 0          | 0          | 0          | 6      | 0      | 0      | 0      | 0      | 0      | 0                    | 0          |
| N.B. I giocatori in grassetto sono stati utilizzati nei test match. A parità di numero di questi ultimi essi sono ordinati per cognome. |            |            |            |            |            |            |        |        |        |        |        |        |                      |            |

### Punteggi e presenze
Dei 59 punti realizzati nei test match dai Lions, 41 provengono da Neil Jenkins (1 trasformazione e 13 calci piazzati), miglior realizzatore di punti della serie; 10 provengono da Matt Dawson, miglior marcatore di mete (2); i rimanenti 8 punti provengono da Alan Tait (una meta) e Jeremy Guscott (un drop).
Il totale di Jenkins nel tour è di 110 punti, considerando anche i 59 punti marcati negli altri incontri infrasettimanali; tuttavia il giocatore ad aver ottenuto il maggior numero di punti in assoluto nel tour fu l'inglese Tim Stimpson, 111 punti frutto di 4 mete, 23 trasformazioni e 15 calci piazzati, tutti però realizzati durante gli incontri settimanali; nell'unico test match della serie contro gli Springbok cui Stimpson prese parte, subentrando nel corso del primo tempo al posto dell'infortunato Tony Underwood, non riuscì a marcare alcun punto.
In assoluto, i giocatori più presenti in campo, con 8 presenze ciascuno, furono Jeremy Davidson e Neil Jenkins (3 test match), Neil Back e John Bentley (2), Jason Leonard e Tony Underwood (1).
Mike Catt, Graham Rowntree e Dai Young furono, invece, i giocatori con più presenze nel tour a non essere mai scesi in campo durante un test match: essi vantano infatti 6 incontri, ma tutti infrasettimanali; ancora, i citati Leonard e Underwood furono i giocatori meno schierati nei test match a essere scesi in campo il maggior numero di volte complessive: a fronte, infatti, dell'unico test disputato, vantano infatti la presenza in altri 7 incontri infrasettimanali.